# 1222

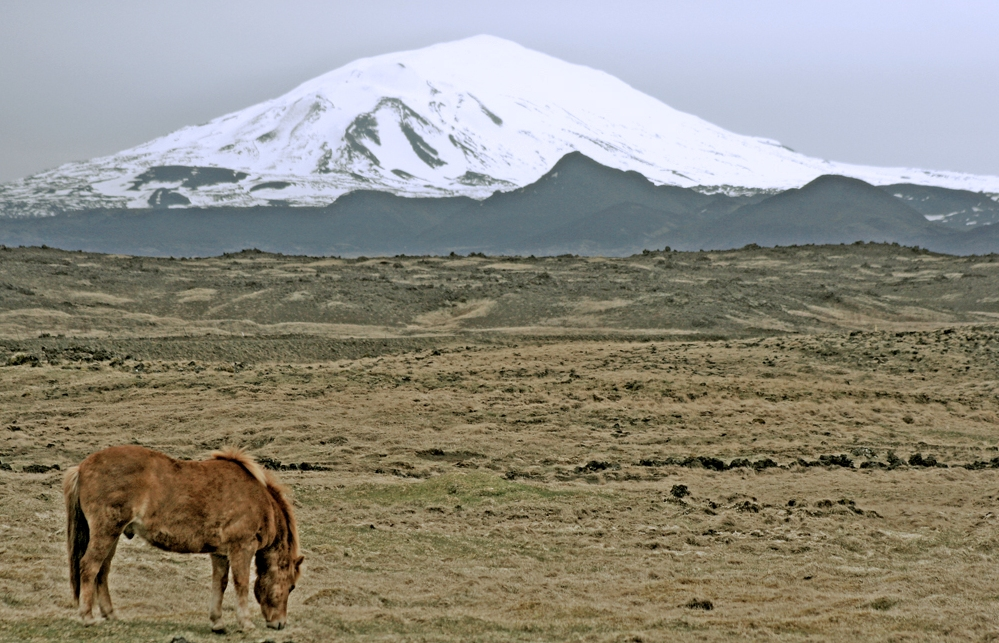
Hekla

Het jaar 1222 is het 22e jaar in de 13e eeuw volgens de christelijke jaartelling.

## Gebeurtenissen
- Ken Arok verslaat Kertajaya, vorst van Kediri, en sticht het koninkrijk Singhasari dat over een groot deel van Java heerst.
- Demetrius van Monferrato, koning van Thessaloniki, vlucht naar Italië voor de opmars van Theodoros Komnenos Doukas van Epirus.
- Georgië onder George IV Lasja krijgt voor de tweede maal te maken met een inval van de Mongolen.
- Gouden Bul in Hongarije: De rechten van de hoge adel en de geestelijkheid worden erkend, en daardoor de macht van de koning ingeperkt.
- Keizer Frederik II voert een veldtocht tegen moslimopstandelingen in Sicilië.
- Hendrik VII wordt tot (mede)koning van Duitsland gekroond.
- De Universiteit van Padua wordt gesticht
- De Abdij van Prüm wordt tot vorstendom verheven.
- Isabella van Armenië trouwt met Bohemund IV van Antiochië
- Otto II van Beieren trouwt met Agnes van de Palts
- Uitbarsting van de Hekla.
- willem I van horn verkoopt de Heerlijkheid Helmond aan hertog Hendrik I van Brabant, waarna deze heerlijkheid onder invloed van de hertog van Brabant komt.
- Oudst bekende vermelding: Lednice, Sint-Katherina-Lombeek

## Opvolging
- patriarch van Antiochië (Syrisch) - Ignatius III David in opvolging van Johannes XI
- patriarch van Constantinopel - Manuel I Charitopoulos opgevolgd door Germanus II
- Dominicanen (magister-generaal) - Jordanus van Saksen in opvolging van Dominicus Guzman
- Forcalquier - Gersindis opgevolgd door haar zoon Raymond Berengarius V van Provence
- Holland - Willem I opgevolgd door zijn zoon Floris IV onder regentschap van Boudewijn van Bentheim
- Joigny - Peter opgevolgd door zijn halfbroer Willem II
- Moravië - Wladislaus Hendrik opgevolgd door Wladislaus II
- Nicaea - Theodoros I Laskaris opgevolgd door zijn schoonzoon Johannes III Doukas Vatatzes
- Toulouse en Rouergue - Raymond VI opgevolgd door zijn zoon Raymond VII
- Trebizonde - Alexios I Megas Komnenos opgevolgd door zijn schoonzoon Andronikos I Gidos
- Zweden - Johan I opgevolgd door Erik XI onder regentschap van Knoet II

## Geboren
- 16 februari - Nichiren, Japans boeddhistisch monnik en leraar
- 28 maart - Herman II, landgraaf van Thüringen (1227-1241)
- Richard de Clare, graaf van Hertford en Gloucester
- Eleonora van Provence, echtgenote van Hendrik III van Engeland (jaartal bij benadering)

## Overleden
- 21 januari - Hervé IV van Donzy, graaf van Nevers en Auxerre
- 1 februari - Alexios I Megas Komnenos, keizer van Trebizonde (1204-1222)
- 4 februari - Willem I, graaf van Holland (1203-1222)
- 10 maart - Johan I (~20), koning van Zweden (1216-1222)
- april - Peter, graaf van Joigny
- 23 juni - Constance van Aragón (~42), echtgenote van Emmerik van Hongarije en keizer Frederik II
- 2 augustus - Raymond VI, graaf van Toulouse en Rouergue (1194-1222)
- 12 augustus - Wladislaus Hendrik, markgraaf van Moravië (1191-1222) en hertog van Bohemen (1197)
- Theodoros I Laskaris, keizer van Nicaea (1204-1222) (of 1221)
- Raymond Ruben, prins van Antiochië (1216-1219) (jaartal bij benadering)